# Waffensystemkommando der Luftwaffe
Das Waffensystemkommando der Luftwaffe (WaSysKdo Lw) war eine Kommandobehörde der Bundeswehr, die für die Luftwaffen-Logistik als Teil des logistischen Systems der Bundeswehr zuständig ist. Es nahm Nutzungsaufgaben, die sogenannte Betriebs- und Versorgungsverantwortung für den Erhalt der Einsatzfähigkeit und Einsatzbereitschaft, wahr.

## Geschichte
Das Waffensystemkommando der Luftwaffe wurde zum 1. Oktober 2006 in der Luftwaffenkaserne Wahn in Köln aufgestellt, um die Aufgaben des gleichzeitig aufgelösten Luftwaffenmaterialkommandos und der Abteilung Luftwaffenrüstung des Luftwaffenamts zu übernehmen. Seine endgültige Struktur nahm es zum 1. Oktober 2009 ein.
Durch die Zuordnung der Materialverantwortung für die Einsatzreife an das Bundesamt für Ausrüstung, Informationstechnik und Nutzung befand sich das Waffensystemkommando der Lw seit dem 1. Januar 2013 in der Umstrukturierungsphase.
Zum 1. Januar 2013 wurden das Luftwaffeninstandhaltungsregiment 1, Luftwaffeninstandhaltungsregiment 2 und das  Waffensystemunterstützungszentrum außer Dienst gestellt und in  das Waffensystemunterstützungszentrum 1 und Waffensystemunterstützungszentrum 2 überführt.
Zum 30. Juni 2013 wurde das WaSysKdo Lw aufgelöst und die Aufgaben an das zum 1. Juli 2013 neu aufgestellte Kommando Unterstützungsverbände Luftwaffe Fachabteilung Logistik/Nutzung  übergeben.

## Aufgaben
Die grundsätzliche Aufgabe war die Betreuung von Material der Luftwaffe und fliegenden Geräts der gesamten Bundeswehr von der Anforderung bis zur Aussonderung im Rahmen der Betriebs- und Versorgungsverantwortung der Luftwaffe für den Erhalt der Einsatzfähigkeit und Einsatzbereitschaft.
Zur Führung der unterstellten Verbände und Erfüllung der fachlichen Aufgaben setzte sich das WaSysKdo Lw aus einem Stabselement und den folgenden fünf Abteilungen zusammen:
Durch die Abteilung „Materielles Fähigkeitsmanagement Luftwaffe (MFM Lw)“ wurden im Rahmen des Rüstungsverfahrens Customer Product Management (CPM) Lösungswege gesucht, um durch die Einführung von Material erkannte Fähigkeitslücken der Luftwaffe – und somit der Bundeswehr – zu schließen. Hierfür arbeitete das MFM Lw mit dem Zentrum für Weiterentwicklung der Luftwaffe (ZWELw) im Luftwaffenamt und dem Luftmachtzentrum zusammen.
Die Realisierung von Rüstungsprojekten bis zur Einführung in die Truppe unterstützte die Abteilung I „Luftwaffenrüstung“. Danach waren die Abteilung II (Flugabwehrraketensysteme, allgemeines Luftwaffenmaterial, Elektronik und Optronik) und die Abteilung III (Fliegende Waffensysteme) im Rahmen der Nutzungssteuerung für den eigentlichen sicheren und wirtschaftlichen Betrieb zuständig. In den Aufgabenbereich der Abteilung III fiel auch das Verkehrszulassungswesen, Nachprüfwesen und Bauzustandswesen für alle Luftfahrzeuge der Bundeswehr.
Querschnittliche übergreifende Aufgaben der Felder Rüstung, Logistik und Nutzung in der Luftwaffe nahm die „Abteilung Zentrale Aufgaben“ wahr. Hierunter fiel Grundlagenarbeit, Vorschriftenwesen und zentralisierte Instandsetzungsplanung und -steuerung.

## Organisation
Das Waffensystemkommando der Luftwaffe (WaSysKdoLw) war eine Kommandobehörde auf Divisionsebene, die dem Luftwaffenamt unterstand.
Truppendienstlich führte das WaSysKdoLw den deutschen Anteil am NATO-Programming Center (NPC) in Glons, Belgien, das für die Softwarepflege und -änderung der Führungssysteme der NATO-Luftstreitkräfte zuständig ist.
Im Verantwortungsbereich des Waffensystemkommandos versahen etwa 4.000 Soldaten und zivile Beschäftigte ihren Dienst. Das Kommando selbst hatte eine Stärke von 1.000.

### Gliederung bis 31. Dezember 2012
- Waffensystemkommando der Luftwaffe (WaSysKdoLw)
  - Luftwaffeninstandhaltungsregiment 1 (LwInsthRgt 1) in Erding (Aufgelöst am 31. Dezember 2012)
    - Systemzentrum Avionik (SysZ Avionik)
    - Systemzentrum Luftfahrzeugtechnik (SysZ LfzT) Abgesetzter Bereich Ummendorf SysZ LfzT
    - Abgesetzter Bereich Penzing SysZ LfzT
    - Abgesetzter Bereich Koop Manching SysZ LfzT (EKZ – Eurofighter Kooperation Zelle)
    - Abgesetzter Bereich Koop OBERURSEL SysZ LfzT
    - Abgesetzter Bereich Koop München SysZ LfzT
    - Abgesetzter Bereich Koop Erding SysZ LfzT
    - Abgesetzter Bereich Neckarzimmern SysZ LfzT (wurde zum 31. Dezember 2008 ausgelöst)
    - Fliegerhorststaffel Erding
    - Zivile Ausbildungswerkstatt Erding

  - Luftwaffeninstandhaltungsregiment 2 (LwInsthRgt 2) in Diepholz (Aufgelöst am 31. Dezember 2012)
    - Luftwaffeninstandhaltungsgruppe 21 zur Instandsetzung der F-4F Phantom (Fliegerhorst Jever)
    - Luftwaffeninstandhaltungsgruppe 22 zur Instandsetzung von Radargeräten und Kommunikationssystemen des Einsatzführungsdienstes der Luftwaffe und der militärischen Flugsicherung (Fliegerhorst Trollenhagen und Husum)
    - Luftwaffeninstandhaltungsgruppe 25 zur Instandhaltung und Instandsetzung von Hubschraubern (Fliegerhorst Diepholz)
    - Systemzentrum Flugabwehrraketen zur Instandhaltung des Flugabwehrraketensystems Patriot sowie dessen Komponenten (Fliegerhorst Wunstorf)

  - Waffensystemunterstützungszentrum (WaSysUstgZ) in Landsberg am Lech (Aufgelöst am 31. Dezember 2012)
    - Stabszug WaSysUstgZ
    - Systemunterstützungszentrum (SysUstgZ) Kampfflugzeuge
    - Systemunterstützungszentrum (SysUstgZ) NH90/Tiger
    - Systemunterstützungszentrum für die Führungsdienste der Luftwaffe (SysUstgZ FüDstLw)
    - Projektunterstützungsteam Flugabwehrraketensysteme PATRIOT/MEADS
    - Typenbegleitmannschaft (TBM) NH 90
    - Typenbegleitmannschaft (TBM) Eurofighter
    - Dienstältester Deutscher Offizier beim International Integrated Logistic Support (ILS) Field Team A400M (DDO/DtA IIFT A400M) in Blagnac/Département Haute-Garonne (Frankreich) (Flughafen Toulouse-Blagnac)

### Gliederung 1. Januar 2013  bis 30. Juni 2013
- Waffensystemkommando der Luftwaffe (WaSysKdoLw)
  - Waffensystemunterstützungszentrum 1 (WaSysUstgZ 1) in Erding
    - Ausbildungswerkstatt in Erding (Fliegerhorst Erding)
    - Ausbildungswerkstatt in Landsberg am Lech (Fliegerhorst Landsberg/Lech)
    - Arbeitsgruppe Technische Untersuchung
    - Konstruktionsbüro
    - Flugsicherheit
      - Systemzentrum Avionik (SysZ Avionik); in Landsberg am Lech (Welfen-Kaserne)
      - Systemzentrum Luftfahrzeugtechnik (SysZ LfzT); in Erding (Fliegerhorst Erding)
        - Abgesetzter Bereich Kooperation Oberursel (AbgBer Koop OBERURSEL SysZ LfzT); kooperative Triebwerksinstandsetzung mit Rolls-Royce Deutschland (RRD); (NH90 Triebwerk Rolls-Royce/Turbomeca RTM322)
        - Abgesetzter Bereich Kooperation München (AbgBer Koop MÜNCHEN SysZ LfzT); kooperative Triebwerksinstandsetzung mit MTU Aero Engines
        - Abgesetzter Bereich Kooperation Erding (AbgBer Koop ERDING SysZ LfzT); kooperative Triebwerksinstandsetzung mit MTU Aero Engines
        - Abgesetzter Bereich Ummendorf (AbgBer UMMENDORF SysZ LfzT); (Kooperation Schleudersitz mit der Firma Autoflug, Oberflächenbehandlung mit einer hochmodernen Galvanik-Anlage und Instandhaltung von Hydraulik-Geräten)
        - Abgesetzter Bereich Kooperation (AbgBer Koop SysZ LfzT)
        - Abgesetzter Bereich Kooperation Manching (AbgBer Koop MANCHING SysZ LfzT); (Abgesetzter Bereich SysZ LfzT, Kooperation Zelle Eurofighter Typhoon)

      - Fliegerhorststaffel Erding (FlgHStff Erding); (wird nach Beendigung des Flugbetriebs auf dem Fliegerhorst Erding aufgelöst)
      - Systemunterstützungszentrum Kampfflugzeuge (SysUstgZ KpfFlz); in Manching (Fliegerhorst Ingolstadt/Manching)
      - International Weapon System Support Center (DDO/DtA IWSSC) Eurofighter Typhoon; in Hallbergmoos
      - Typenbegleitmannschaft Kampfflugzeuge (TypBglMsch KpfFlz); in Manching (Fliegerhorst Ingolstadt/Manching)

  - Waffensystemunterstützungszentrum 2 (WaSysUstgZ 2)in Diepholz
    - Luftwaffeninstandhaltungsgruppe 21 (LwInsthGrp 21); Demilitarisierung von McDonnell F-4 und Panavia Tornado; in Schortens (Fliegerhorst Jever)
    - Luftwaffeninstandhaltungsgruppe 22 (LwInsthGrp 22); Instandhaltung von Radargeräten und Kommunikationssystemen; in Trollenhagen (Fliegerhorst Trollenhagen)
    - Luftwaffeninstandhaltungsgruppe 25 (LwInsthGrp 25); Instandhaltung und Instandsetzung von Hubschraubern des Typs CH-53; in Diepholz (Fliegerhorst Diepholz)
      - Flughafenstaffel Diepholz (FlgHStff); Fliegerhorst Diepholz; (Auflösung nach Beendigung des Flugbetriebes)
      - Abgesetzte Fachgruppe Rheine (AbgFachGrp RHEINE); in Rheine (Heeresflugplatz Rheine-Bentlage); (Auflösung nach Beendigung des Flugbetriebes)

    - Systemzentrum FlaRak (SysZ FlaRak); Instandhaltung des Flugabwehrraketensystems MIM-104 Patriot sowie dessen Komponenten; in Wunstorf (Fliegerhorst Wunstorf)
      - Projektunterstützungsteam  FlaRak (ProjUstgT); in Mechernich (Bleiberg-Kaserne)

    - Systemunterstützungszentrum für die Führungsdienste der Luftwaffe (SysUstgZ FüDstLw); in Erndtebrück (Hachenberg-Kaserne)
    - Systemunterstützungszentrum Drehflügler NH90 / Eurocopter Tiger; in Donauwörth
      - AbgBer DONAUWÖRTH LwInsthGrp 25,

    - Typ Begleit Mannschaft NH90 (TypBglMsch NH90);  in Donauwörth
    - Dienstältester Deutscher Offizier beim International Integrated Logistic Support (ILS) Field Team A400M (DDO/DtA IIFT A400M) in Toulouse (Frankreich) (Flughafen Toulouse-Blagnac)

  - Dienstältester Deutscher Offizier / Deutscher Anteil NATO Programming Center (DDO/DtA  NPC) in Glons, Belgien